# 바킬리데스

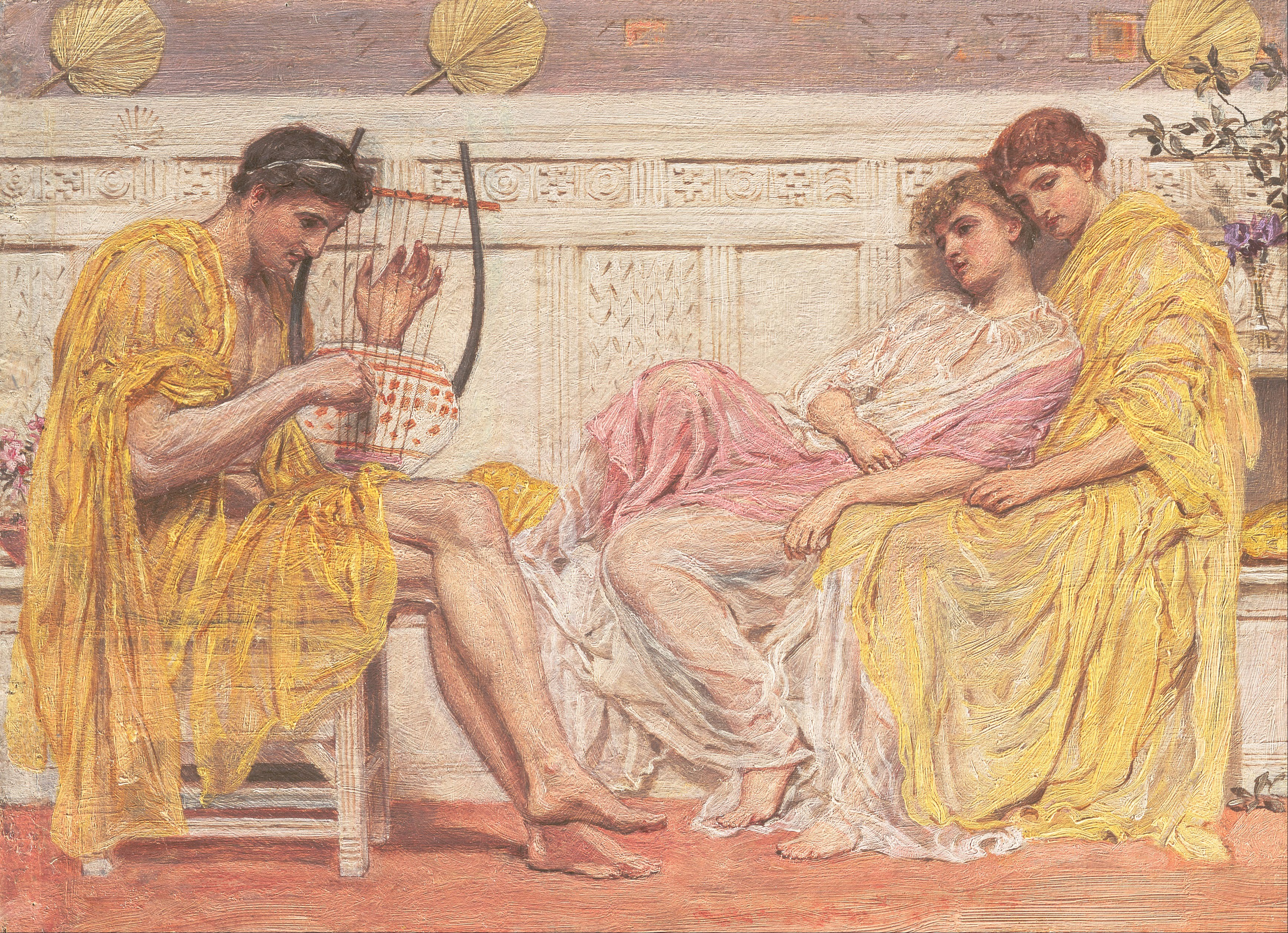
앨버트 조셉 무어의 《음악가》 (A Musician, 1841–1893)

바킬리데스(고대 그리스어: Βακχυλίδης, 기원전 5세기)는 고대 그리스의 서정 시인이다. 후기 그리스인들이 선정한 아홉 서정 시인 중 한 명으로, 여기에는 그의 삼촌 시모니데스도 포함되어 있다. 우아하고 세련된 그의 서정시 양식은 롱기누스 (De Sublimitate 33,5) 시대부터 바킬리데안 학문으로 기록되어 왔다. 그러나 이 양식을 피상적이라고 보는 일부 학자의 견해도 있다. 바킬리데스는 당대의 핀다로스와 경쟁 상대였으며, 종종 "보케리니와 비슷한 핀다로스의 하이든"이라는 좋지 않은 비교를 당하기도 했다. 그들의 양식 차이는 쉽게 비교할 수 없는 것이었고, "핀다로스가 없는 것을 바킬리데스에 비난하는 것은 어린이 같은 견해이며, 마벌에게 밀턴의 위관이 보이지 않는 것을 비난하는 것과 같다." 바킬리데스의 경력은 시의 희곡 양식에서 지배적인 우세와 일치하였고, 아이스킬로스나 소포클레스의 작품에서 구체적으로 표현되기도 하며, 실제로 고대 전승의 순수 서정시에서 큰 의미를 갖는 마지막 시인 중 한 명으로 통한다. 그의 시가 갖는 대표적인 특징은 표현의 간결함과 사상의 단순함으로, 일반적인 그리스 서정시 연구, 특히 핀다로스의 시에서 이상적인 소개로 쓰인다.